# Автостанція (зупинний пункт)
Автоста́нція — пасажирський залізничний зупинний пункт Полтавської дирекції Південної залізниці.
Розташований на півночі міста Світловодськ (поруч Світловодська автостанція) Світловодська міська рада Кіровоградської області на лінії Бурти — Рублівка між станціями Світловодськ (3 км) та Рублівка (26 км).
Станом на березень 2020 року щодня три пари дизель-потягів прямують за напрямком Бурти/Світловодськ — 27 км.